# Новокижингинск (сельское поселение)
Се́льское поселе́ние «Новокижингинск» (бур. Шэнэ Хэжэнгын һомон) — муниципальное образование в Кижингинском районе Бурятии Российской Федерации.
Административный центр — село Новокижингинск.

## История
Статус и границы сельского поселения установлены Законом Республики Бурятия от 31 декабря 2004 года № 985-III «Об установлении границ, образовании и наделении статусом муниципальных образований в Республике Бурятия»

## Население
| 2011  | 2012  | 2013  | 2014  | 2015  | 2016  | 2017  |
| ----- | ----- | ----- | ----- | ----- | ----- | ----- |
| 1801  | ↘1757 | ↘1727 | ↘1694 | ↘1668 | ↘1594 | ↘1591 |
| 2018  | 2019  | 2020  | 2021  | 2023  | 2024  |       |
| ↘1573 | ↘1528 | ↘1511 | ↗1843 | ↘1815 | ↘1780 |       |

## Состав сельского поселения
| № | Населённый пункт | Тип населённого пункта       | Население |
| - | ---------------- | ---------------------------- | --------- |
| 1 | Новокижингинск   | село, административный центр | ↘1780     |